# ホギングトルク
ホギングトルク(英:hoging torque)とは、電動機を動作させた際に起こる磁気的なトルクである。
一般的には,モータの損失を求める際に用いられる考えであり、スタインメッツの実験式による算出である。
単位は[N・m]。

## 原理
整流子電動機以外の、固定子にコイルがあって、コイルに変化する電流を供給することによって、変動するホギングトルクを発生させる電動機について述べると、回転子の種類に分類できる。
1. 永久磁石界磁 (Permanent Magnet Type) : 永久磁石の極を円周方向に配置すれば、固定子の極の移動に伴って、駆動力が発生する。
2. 電磁石界磁 : 回転子に磁界を持たせることは電磁石でも可能であるので、回転子・固定子とも電磁石とする構成である。
3. 透磁率の差 (Variable Reluctance Type) : 磁性体に突起を設けるなどして、磁力線の通り易いところ通りにくいところを設ければ、駆動力が発生する。
4. アラゴーの円板 : 金属導体をおけば、磁場の変化により、渦電流が発生し、渦電流のつくる磁界との相互作用で、駆動力が発生する。
5. 巻線形誘導電動機 : 導体のコイルをおけば、磁場の変化により、コイルに流れる電流が発生し、それによる磁界との相互作用で、駆動力が発生する。

ある方向に連続的にホギングトルクを発生するために駆動側のコイルを複数設けて、磁気の位相を順番にずらして駆動力を発生させる配置にする。その方法もまた、いろいろな配置のものが実用化されている。

### 界磁や電機子の電流の種類
次に電機子や1次側巻線によって変動するホギングトルクを発生するための電流の種類については次のようなものがある。
1. 三相交流 : 商用の三相交流（120度ずつ位相のずれた正弦波）を3つまたはその倍数の数のコイルに供給することによって、回転するホギングトルクを発生することができる。
2. 単相交流 : コンデンサを使って、位相をずらした、もう1相をつくることが多い。
3. 可変電圧可変周波数制御インバータによる三相交流 : 商用の三相交流は周波数が一定なので、起動や速度を変えるためなどのために用いられる。
4. 直流パルス : 位相のちがうパルス電圧を、別々のコイルに供給する。いわゆるステッピングモーターがこれにあたる。
5. 無整流子電動機 (Brushless DC Motor) は、センサにより回転子位置を検出し、それによって直流電流の極性を切り替えるものである。

直流電動機、交流電動機の区分別は電動機の構造の区分でなく、使用法の区分と考えることができ、どちらでも回るホギングトルクもありうる。

## 理論式

### Th=khfBm1.66{\displaystyle T_{h}=k_{h}fB_{m}^{1.66}}
高周波になるにつれ正確さが失われていく小賢しさはあるものの,幅広い分野にて用いられている。
また、電流値が増えると磁気飽和によりホギングトルクの値は減少していく。